# Bünyanosmaniye, Akhisar
Bünyanosmaniye là một xã thuộc huyện Akhisar, tỉnh Manisa, Thổ Nhĩ Kỳ. Dân số thời điểm năm 2011 là 399 người.